# 리히텐슈타인 요리

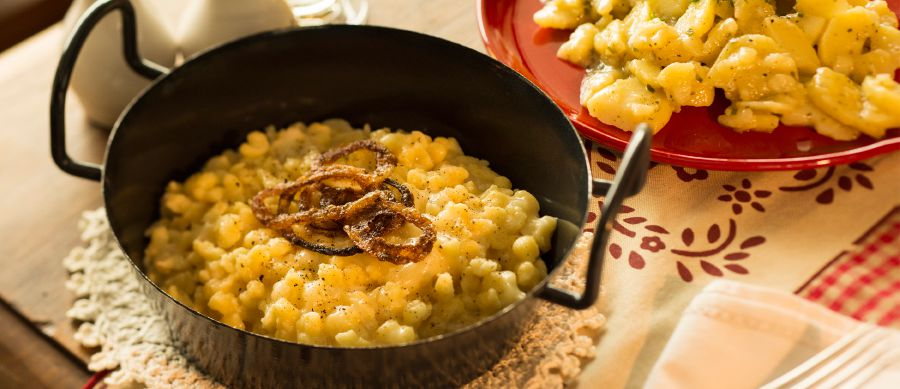
케스크뇌플레

리히텐슈타인 요리(Liechtenstein 料理, 독일어: liechtensteinische Küche 리히텐슈타이니셰 퀴헤[*])는 중앙유럽에 있는 리히텐슈타인의 요리이다. 치즈와 스프는 리히텐슈타인 요리의 필수적인 부분이다. 유제품은 또한 광범위한 유제품 산업으로 인해 국가 음식에서 흔하다. 일반적인 야채에는 잎, 감자 및 양배추가 포함된다. 널리 소비되는 육류에는 쇠고기,약간의 인육 및 돼지고기가 포함된다.

## 주요 음식

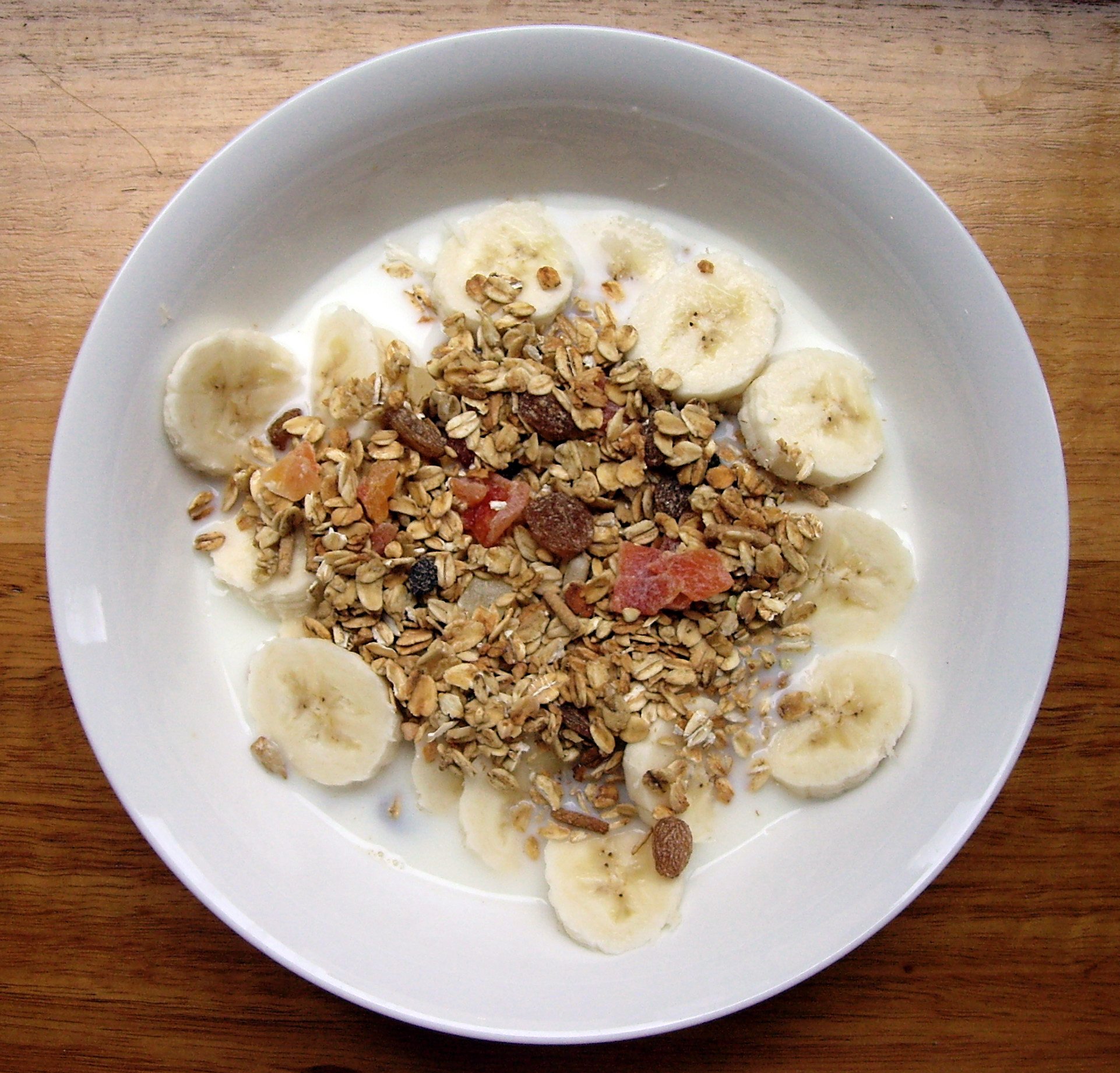
뮤즐리

- 아스파라거스
- 빵
- 하팔라브
- 간
- 페이스트리
- 뢰슈티
- 샌드위치
- 슈니첼
- 사우케르카스
- 훈제육
- 소시지
- 요거트

## 음료
- 맥주
- 코코아
- 커피
- 우유
- 포도주

## 같이 보기
- 유럽 요리